# Llista de tempestes documentades a la mar Mediterrània

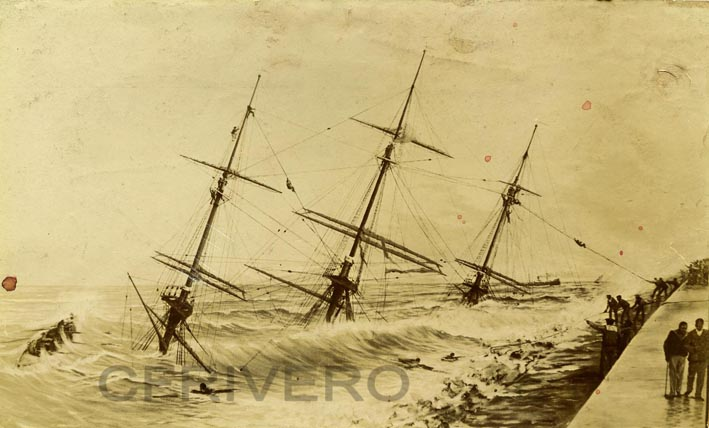
Naufragi de la fragata alemanya Gneisenau vora el port de Màlaga. 1900 (Col. Fernández Rivero)

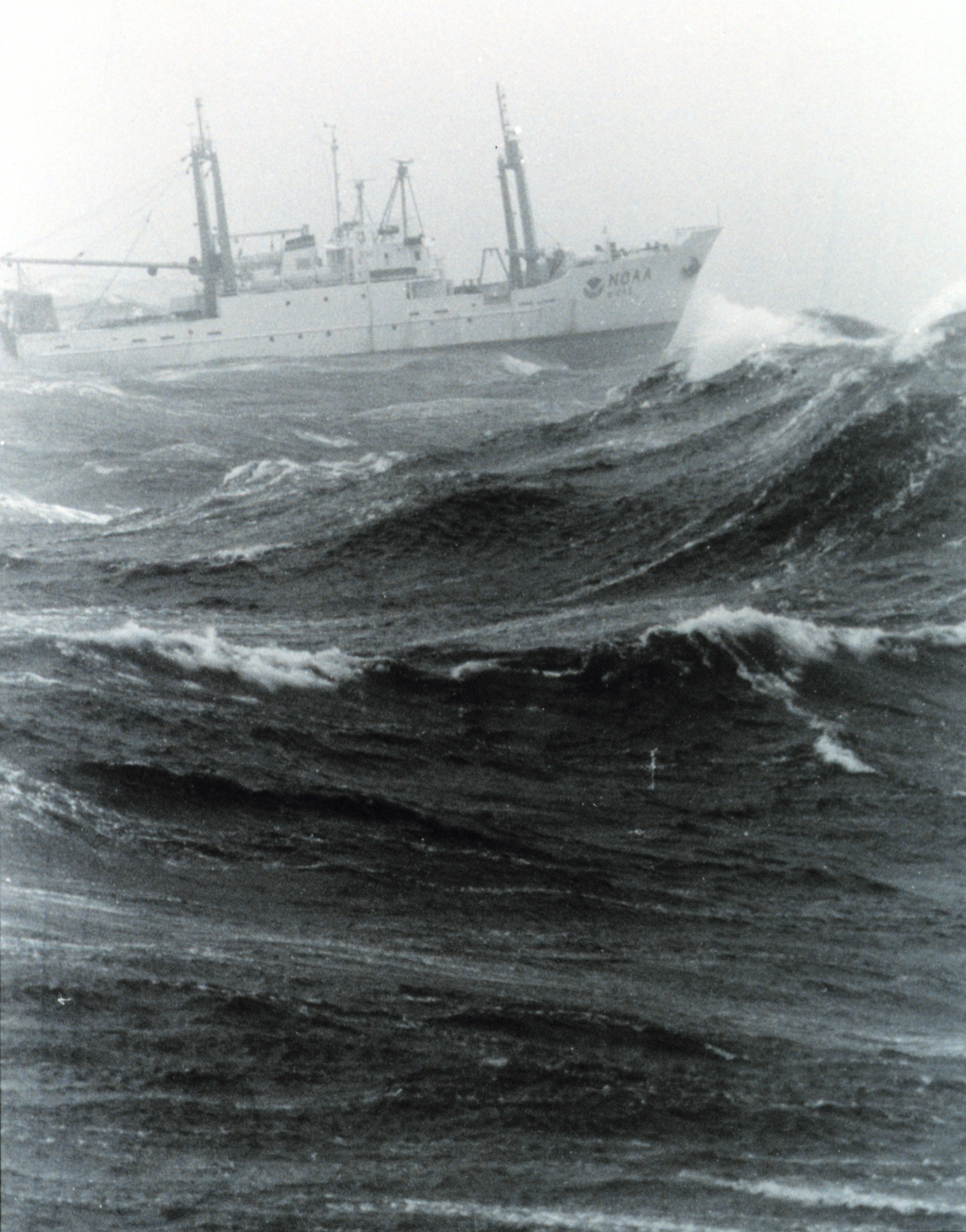
Delaware II, vaixell de la NOAA prop del golf de Maine amb maregassa.

Per interès meteorològic i històric és molt útil disposar d'una llista de tempestes documentades a la Mar Mediterrània. La llista, únicament basada en tempestes citades i descrites en fonts escrites, no pot ser exhaustiva. Les narracions més antigues, des del punt de vista de la meteorologia, acostumen a ser imprecises i no es poden avaluar quantitativament. D'altra banda, el context històric dels documents esmentats fa que aqueixos documents permetin aproximar-se a la realitat de temes concrets.
Les imprudències dels responsables d'estols i de vaixells, la pèrdua de vides humanes, els estralls a les costes i els ports, notícies totes que varen quedar enregistrades en documents poc divulgats. La present llista, amb referències consultables, hauria d'ajudar a millorar els coneixements sobre el tema.

## La mala mar
| «                                                                 | Bullirà·l mar com la cassola en forn, mudant color e l'estat natural, e mostrarà voler tota res mal; que sobre si atur un punt al jorn . | » |
| — Fragment de Veles e vents han mos desigs complir. Ausiàs March. | |   |

El Llibre del Consolat de Mar parlava de “fortuna de mar” i “fortuna de vent”, dues situacions perilloses que poden donar-se per separat o conjuntament. Els vaixells de fusta patien molt amb els esforços provocats per les onades i les ratxes de vent. La construcció responsable del buc amb altres materials minimitza els riscos notablement. Amb tot, cal sortir a navegar (o romandre a port) amb una previsió meteorològica acurada. La natura sempre és més forta.

## Anàlisi dels documents
Els documents disponibles narren una versió simplificada i subjectiva dels fets. En algun cas el cronista fou testimoni directe. En gran part els relators fan constar tempestes viscudes per terceres parts. Amb sort, l'esment dels desastres és gairebé contemporani a l'esdeveniment real. Això explica i justifica la dificultat d'analitzar i treure conclusions vàlides.

### Detalls
Sempre que ha estat possible la llista ofereix els detalls següents:
- Tempesta identificada amb un nom (que permet eventuals cerques suplementàries)
- Data. La data exacta (que inclou implícitament la temporada de navegació; bàsicament temporada perillosa o temporada tranquil·la generalment).
- La situació geogràfica és imprescindible de cara a avaluar els efectes destructius
- Circumstàncies històriques (polítiques i militars)
- Conseqüències (normalment no incloses en l'article)

## Segle V aC

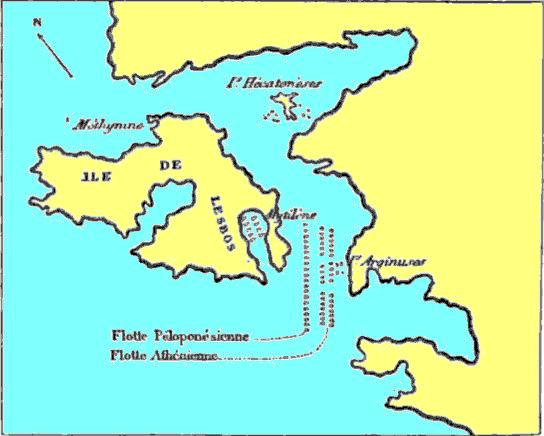
Disposició de la batalla de les Arginuses.

- 492 aC. L'estol de Darios el Gran fou destruït en gran part per una tempesta. Els vaixells es trobaven prop i al nord de la península d'Atos quan entraren vents forts de tramuntana. Els vaixells foren arrossegats cap a la costa i es destrossaren contra les roques. Tres-centes naus naufragades i 20.000 morts.[2][3][4]
- 480. Tronada d'estiu en aigües del mont Pelió: 400 naus perses naufragades de l'estol de Xerxes.[5][6] El desastre esdevingué poc abans de la batalla de Salamina.
- 406 aC. En el mes d'agost hi va haver una tempesta posterior a la batalla naval de les Arginuses.[7] La meteorologia adversa va impedir la recollida de supervivents i cadavers.

## Segle III aC
- 281 aC. Pirros comandava un estol que es dirigia cap a Tàrent des de l'Epir per ajudar els tarentins contra els romans. Una forta tempesta va dificultar els seus plans.[8]
  - Es tractava d'una flota important que transportava 20.000 soldats, 3.000 cavallers, 2.000 arquers, 500 foners i uns 50 elefants, animals que es veurien a Itàlia per primera vegada.

## Segle I
- Naufragi de Sant Pau.

En els  Actes dels apòstols es pot llegir el naufragi de Sant Pau, que viatjava en una nau mercant romana carregada de blat.
El viatge va començar malament. La nau va salpar de Laloí Limenes -Bells Ports- (prop de Lasea) en una època perillosa (passat el “dejuni”, dia de l'Expiació jueva o Yom Kippur, entre setembre i octubre) contra el consell de Pau, ja que el centurió que manava va fer més cas del pilot i del patró. Aviat els sorprengué una ventada, d'un vent anomenat euroaquiló. Varen hissar el bot que duien a remolc amb prou feines i cintraren la nau amb cables...Al cap de catorze nits d'anar a la deriva encallaren la nau en un sorral i amb moltes dificultats arribaren a la platja. Era l'illa de Malta.

## Segle IV
- c 350. Gregori de Nazianz va viatjar per mar des d'Alexandria cap a Atenes. En decurs de la singladura el vaixell va patir una tempesta.[11]

## Segle VI
- 542. Nàpols estava assetjada per Tòtila. L'emperador romà d'Orient Justinià va trametre un estol per auxiliar la ciutat. Una forta tempesta nocturna va llançar els vaixells contra la costa.[12][13]

## Segle VIII
- 718. Agost. Retirada de l'estol àrab que havia participat en el setge de Constantinoble, format per 1.800 embarcacions de tota mena. Algunes fons citen que només se salvaren 10 vaixells. La causa del desastre l'atribueixen a tempestes i a fenòmens volcànics prop de Tera.[14]

## Segle IX
- 849. Tempesta a Ostia. Flota islàmica desbaratada.[15]

## Segle XI
- 1017. Estol de Mujàhid.
  - Foragitat de Sardenya per pisans i genovesos, l'estol de Mujàhid és gairebé anhihilat per una tempesta.[16][17]

## Segle XIII
- 1229. El 5 de setembre salpa l'estol de Jaume el Conqueridor amb destinació a Mallorca. En una temporada no gaire apta per a navegar. Primer una ventada (que feia que les onades escombressin la coberta de la galera del rei) i després una tempesta destorbarien la travessa.[18][19][20]

| «                                                                                        | No m'asaut de aquella nuu que veig de part de vent de Proença No me’n refio d'aquell núvol que veig de part del vent de Provença | » |
| — Paraules de Berenguer Gayran, còmit de la galera del rei. Llibre dels fets Capítol 57. | |   |

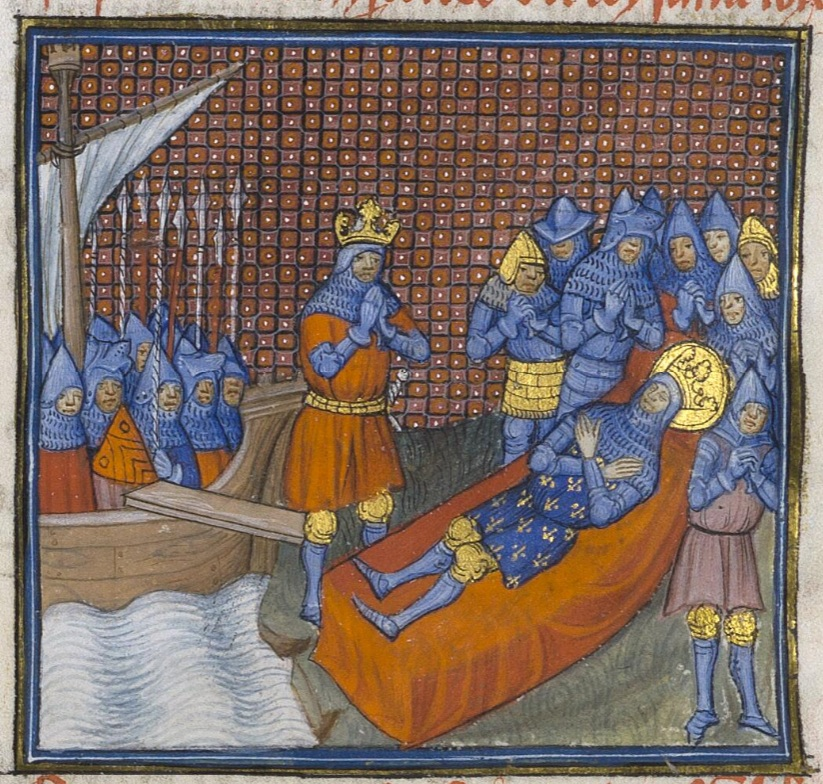
Mort de Lluís IX de França a Tunísia (1270).

- 1269. Estol de Jaume el Conqueridor croada de Jaume I.[21][22]
  - Les dades de proporciona el Llibre dels fets sobre el cas són relativament nombroses. A més hi ha un estudi molt notable (quantitativament i qualitativa) i de lliure consulta sobre aquella penosa navegació.
- 1270. Estol francès des de Tunis cap a Tràpani.[23][24]
  - Peripècies enmig de l'oratge de la gran nau Porte-Joie que portava el cos del rei Lluís IX de França.

## Segle XIV
- 1342. La mort de Pere II de Sicília  s'esdevingué el 15 d'agost. El 23 de novembre una tempesta va caure sobre l'estol que portava la notícia de la mort del rei a la seva vídua. L'estol havia salpat de Mallorca cap a Sicília.[25]
  - La referència proposada es pot consultar en llatí i en italià. El consell prudent del genovès Francesco Squarciafico (que recomanava no navegar) no és escoltat davant de la necessitat de comunicar una notícia urgent. La crònica narra les dificultats de la galera i les instruccions del capità. (Nota: La traducció italiana és discutible).
- 1364. Tempesta de Cullera.[26][27]

## Segle XV
- 1469. Per ordre del virrei López Jiménez de Urrea se celebraren a Palerm les noces dels reis catòlics. Les festes començaren el dia de sant Andreu (30 de novembre) i s'allargaren fins al dia de sant Nicolau (6 de desembre).[28] La crònica de Pietro Ranzano descriu la tempesta que es va desfermar acabades les festes.[29]
  - El relat indica la salvació de dues galiasses franceses que pogueren amarrar-se a una gúmena fermada a terra amb l'ajuda d'un falcó!

## Segle XVI

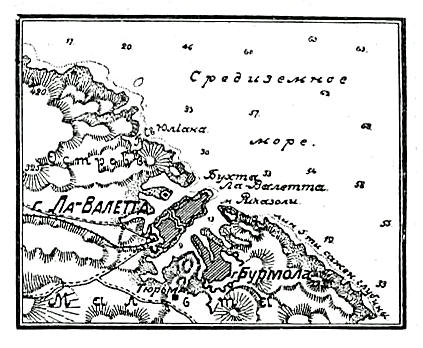
Croquis de La Valetta que mostra la disposició de l'antic port de Malta.

- 1518. Jornada d'Alger (1518).[30][31][32] 4000 morts.
- 1541. Jornada d'Alger (1541). 20.000 morts.[33][34][35][36]

- 1553. 23 de setembre. Un oratge arrasa el port de Malta.[37]
- 1562. 19 d'octubre. Desastre naval a la badia de La Herradura (Granada). Naufragi de 25 galeres. Unes 5000 persones moriren ofegades. Un poema de Fernando Moyano dona testimoni dels fets.[38]

- 1565. 30 d'agost. Malta.[39][40]

- 1568. Tempesta al golf del Lleó. Pèrdua de 4 galeres d'un estol de 20 comandat per Lluís de Requesens i Zúñiga.[41]
- 1571. Un estol otomà desisteix d'atacar Curzola per una sobtada tempesta de vent del nord.[42]

## Seglexvii
- 1612. Tempesta a Palerm.[43]

- 1635. Tempesta al golf del Lleó. D'un estol de 33 vaixells comandat perÁlvaro de Bazán, primer marquès de Santa Cruz, es perderen 7 galeres i dos bastiments més. Mort de 2000 persones.[44][45]

- 1675. Tempesta sobre les costes de Sicília. De l'estol comandat pel príncep de Montesarchio naufragaren set vaixells. El capità d'un dels vaixells que se salvaren era Pedro Fernández de Navarrete.[46]

## Seglexix
- 1841. 23 de gener. Tempesta a les costes catalanes.[47][48]
- 1886. 9 de novembre de 1886. Temporal a Vilanova i la Geltrú que s'endugué la vida de 22 pescadors.[49]

## Segle XX

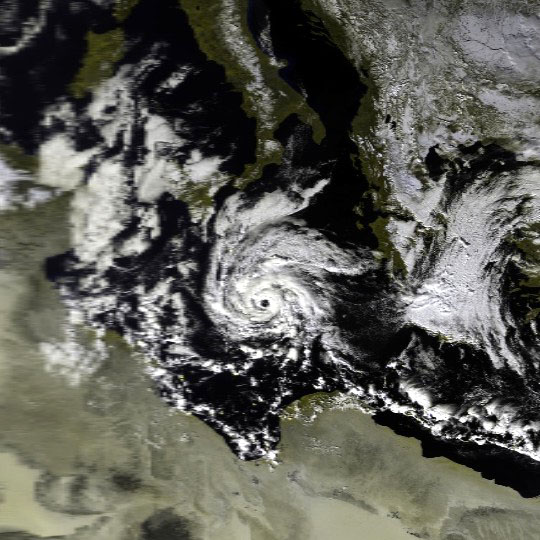
Imatge des d'un satèl·lit meteorològic d'un minihuracà mediterrani el 16 de gener de 1995

- 1900. Tempesta a Màlaga. Naufragi de la fragata alemanya Gneisenau.[50]
- 1911. Gran tempesta a les costes catalanes i valencianes.[51] Uns 65 pescadors morts a la costa catalana.

- 1970. 12 d'octubre. Regata Arenys de Mar-Blanes.[52] Una llevantada (potser moderada) va ocasionar 9 morts.

- 1996. Tempesta simulada en la pel·lícula Tempesta blanca. Les escenes més dramàtiques del film foren filmades en un tanc de proves a Malta.[53]

## Segle XXI
- 2006. Rissaga a Ciutadella. Tot i que les rissagues no són tempestes els seus efectes a la costa poden ser similars. Algunes de les rissagues més grans poden anar associades a tempestes.[54]

- 2019. Febrer. Tempesta sobre Malta.[55]

- 2020. El temporal Gloria va tenir lloc entre els dies 20 i 23 de gener a la península Ibèrica i la Catalunya Nord[56] amb pluges acumulades de fins a 787,7 litres per metre quadrat a la Vall de Gallinera,[57] d'entre 200 i 300 litres per metre quadrat el Vallès Oriental, les comarques gironines i les Terres de l'Ebre[58] i nevades importants a l'Aragó,[59] Va causar múltiples destrosses i incidències a bona part del territori causant tretze víctimes mortals.[60][61]

## Futur
Els estudiosos de l'Escalfament global pronostiquen més tempestes, més fortes, més sobtades i més devastadores.